# トルード級防護巡洋艦
| トルード級防護巡洋艦                   | トルード級防護巡洋艦 |
| -------------------------------------- | --- |
| 「コズマオ」                           | |
| 艦級概観                               | |
| 艦種                                   | 防護巡洋艦 |
| 艦名                                   | |
| 前級                                   | フォルバン級 |
| 次級                                   | リノワ級 |
| 性能諸元（データはネームシップのもの） | |
| 排水量                                 | 常備：1,994トン （ラランド：1,968トン、コズマオ：2,012トン） |
| 全長                                   | 95.0m |
| 全幅                                   | 9.0m |
| 吃水                                   | 5.18m |
| 機関                                   | 形式不明石炭専焼円缶5基 +横置型コンパウンド・レシプロ機関2基2軸                                                                                                   |
| 最大出力                               | 5.800hp |
| 最大速力                               | 20.5ノット |
| 航続距離                               | -ノット/-海里 |
| 燃料                                   | 石炭：300トン |
| 乗員                                   | 201名 |
| 兵装                                   | Model 1891-93 14cm（30口径）単装砲4基 オチキス Model 1885 4.7cm（43口径）単装機砲4基 オチキス 3.7cm（23口径）5連装回転式機砲4基 35.6cm魚雷発射管単装4基 機雷150個 |
| 装甲                                   | 甲板：40mm(水平面) 主砲防盾：-mm（前盾） 司令塔：25mm |

トルード級防護巡洋艦 (La classe Troude est la première classe de croiseurs protégés) はフランスが建造した全鋼製の防護巡洋艦である。フランス海軍での類別は三等巡洋艦。設計はド・ビュシィ。

## 概要
本級は水雷学派のオーブ海相の1886年に「巡洋艦と水雷艇」製作に基づき建造された。艦隊用小型高速防護巡洋艦6隻の前期フォルバン級の改良型としての後期型3隻が本級である。

## 艦形について

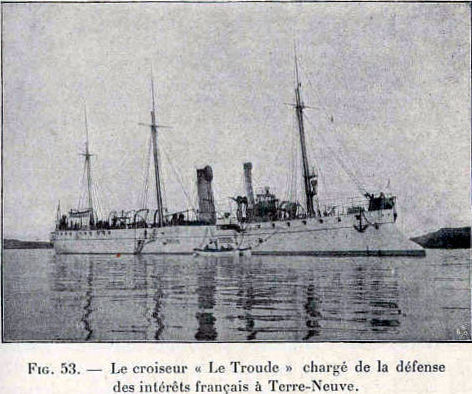
近代化改装後のトルード

本級の船体形状は当時、フランス海軍が主力艦から軽艦艇に至るまで主に導入していたタンブル・ホーム型船体である。これは、水線部から上の構造を複雑な曲線を用いて引き絞り、船体重量を軽減できる船体方式で、他国では帝政ロシア海軍やドイツ海軍、アメリカ海軍の前弩級戦艦や巡洋艦にも採用された。外見上の特徴として水線下部の艦首・艦尾は著しく突出し、かつ舷側甲板よりも水線部装甲の部分が突出すると言った特徴的な形状をしている。このため、水線下から甲板に上るに従って船体は引き絞られ甲板面積は小さくなっている。これは、備砲の射界を船体で狭められずに広い射界を得られる。
本艦の船体形状は前級と同じく乾舷の高い艦首から低い艦尾までなだらかに傾斜する平甲板型船体でスクーナー形式の帆走用マストを3本供えていた。水面部が突出した艦首から艦首甲板上に帆走用の前部マストが立ち、両脇に船橋の付いた箱型の艦橋の背後に間に中部マストを配置する細身の2本煙突。煙突の周囲は艦載艇置き場となっており、船体中央部の舷側に2本1組のボート･ダビットが片舷3組の計6組により運用された。後部甲板上に後部マストの順である。舷側には箱型の砲郭（ケースメイト）を片舷2箇所を設け、そこに「14cm（30口径）単装砲」を単装砲架で片舷2基の計4基を配置した。

## 同型艦
- トルード (Troude)

ジロンド社ボルドー造船所にて1886年11月起工、1888年10月進水、1891年1月就役。1908年除籍後に解体処分。
- ラランド (Lalande)

ジロンド社ボルドー造船所にて1887年起工、1889年3月進水、1890年10月就役。1912年除籍後に解体処分。
- コズマオ (Cosmao)

ジロンド社ボルドー造船所にて1887年起工、1889年8月進水、1891年就役。1922年除籍後に解体処分。

## 参考図書
- 「Conway All The World's Fightingships 1860-1905」（Conway）
- 「Conway All The World's Fightingships 1906-1922」（Conway）
- 「世界の艦船増刊第50集　フランス巡洋艦史」(海人社)